# Tournée do Adeus
Tournée Do Adeus es el sexto y último DVD de la banda mexicana RBD. Fue grabado el 29 de noviembre de 2008 en São Paulo, ante 36 mil personas como parte de su última gira "Tour del Adiós".
El DVD fue lanzado el 2 de diciembre de 2009 en Brasil. Contiene el concierto de despedida del grupo, capturado con cámaras High Definition, sonido digital 5.1 y entrevistas exclusivas con los artistas.

## Repertorio
1. Abertura / Cariño Mío
2. Aún Hay Algo
3. Celestial
4. Un Poco De Tu Amor
5. Otro Día Que Vá
6. Ser O Parecer
7. Hoy Que Te Vás
8. Sólo Quédate En Silencio
9. Inalcanzable
10. Y No Puedo Olvidarte
11. Light Up The World
12. Sálvame
13. Este Corazón
14. Tu Amor
15. No Pares
16. Empezar Desde Cero
17. Solo Para Ti
18. Me Voy
19. Qué Hay Detrás
20. Bésame Sin Miedo
21. Nuestro Amor
22. Tras De Mí
23. Rebelde
24. Despedida

Extra
- Entrevista exclusiva Con El Grupo

## Posicionamiento

### Semanales
| País   | Lista (2009)              | Mejor Posición |
| ------ | ------------------------- | -------------- |
| Brasil | ABPD - Top 25 DVD Musical | 11             |